# CTA-102
În astronomie, CTA 102, de asemenea, cunoscut după coordonatele sale B1950 ca 2230+114 (QSR B2230+114) și după coordonatele J2000 ca J2232+1143 (QSO J2232+1143) este un quasar descoperit la începutul anilor 1960 ca urmare a unei supravegheri radio efectuată de către Institutul de Tehnologie din California. Acesta a fost observat de către o gamă largă de instrumente de la descoperirea sa, inclusiv WMAP, EGRET, GALEX, VSOP și Parkes și a fost fotografiat în mod regulat de către Very Long Baseline Array din 1995. De asemenea a fost studiat în raze gamma, o emisie de raze gama fiind detectate dinspre acest quasar.
În 1963, Nicolai Kardașev a propus ca sursa radio neidentificată în acel moment ar putea fi dovada unei civilizații extraterestre de tipul II sau III pe scara Kardașev. Continuând aceste observații, în 1965 Ghenadie Șolomitschii a constatat că emisia radio a obiectului era variabilă; un anunț public al acestor rezultate a creat senzație la nivel mondial. Ideea că emisia a fost cauzată de o către o civilizație extraterestră a fost respinsă atunci când sursa radio a fost identificată mai târziu cu unul din multele tipuri de quasari.
CTA-102 este una dintre cele două mari alarme false din istoria SETI, cealaltă fiind descoperirea pulsarilor, în special a obiectului PSR B1919+21. (Pulsarul este o stea neutronică foarte magnetizată care se rotește).
Opinia că acest quasar este un semn al inteligenței extraterestre apare în cântecul lui Byrds din 1967, C.T.A. 102.